# Kimchi

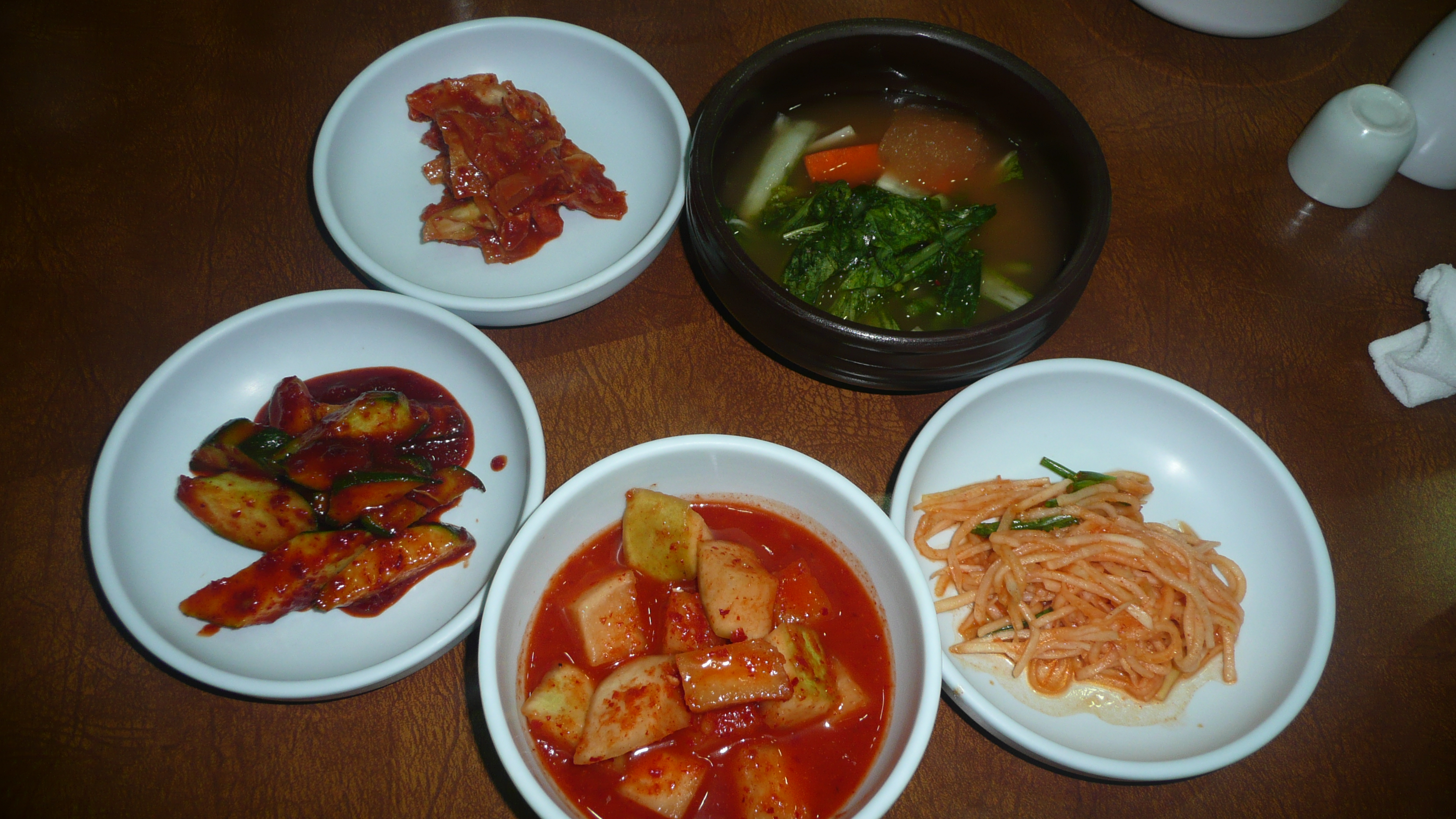
Fünf verschiedene Sorten von Kimchi in Daegu

Kimchi (koreanisch 김치) nennt man in der koreanischen Küche sowohl die Zubereitung von Gemüse – traditionell Chinakohl und koreanischer Rettich (Mu – 무) – durch Milchsäuregärung (Fermentation) als auch das auf diese Art zubereitete Gemüse. In Korea gehört Kimchi praktisch zu jeder Mahlzeit, genauso wie Reis (Bap – 밥) und eine Suppe (Guk – 국 bzw. Tang – 탕).
Prinzipiell können alle Gemüsesorten fermentiert werden. So sind im Laufe der Zeit verschiedene Arten von Kimchi entstanden, beispielsweise mit Gurken, Lauch, Rettich oder Chinakohl. 
Je nach Region unterscheidet sich die Zubereitung: So werden in den Jeolla-Provinzen dabei auch Austern verwendet, in den Chungcheong-Provinzen u. a. Äpfel.
Kimchi wird traditionell wie Sauerkraut als Vitamin-C-Speicher für den Winter eingemacht.
Kimjang, die gemeinschaftliche Herstellung von Kimchi, wurde am 5. Dezember 2013 für Südkorea bzw. 2014 für Nordkorea der UNESCO-Liste des immateriellen Kulturerbes der Menschheit hinzugefügt.
Kimchi wird beispielsweise beim Eintopfgericht Kimchi-jjigae als Zutat genutzt.

## Name
Kimchi hieß ursprünglich 디히〮 tihi, von welchem das synonyme 지 abstammt. Im Laufe des 16. Jahrhunderts setzte sich allmählich der aus dem Hanja hergeleitete Name 딤ᄎᆡ timchoy („vollgesaugtes/durchtränktes Gemüse“) durch. Dieser entwickelte sich über Zeit hinweg zu Gimchi.

## Zubereitung

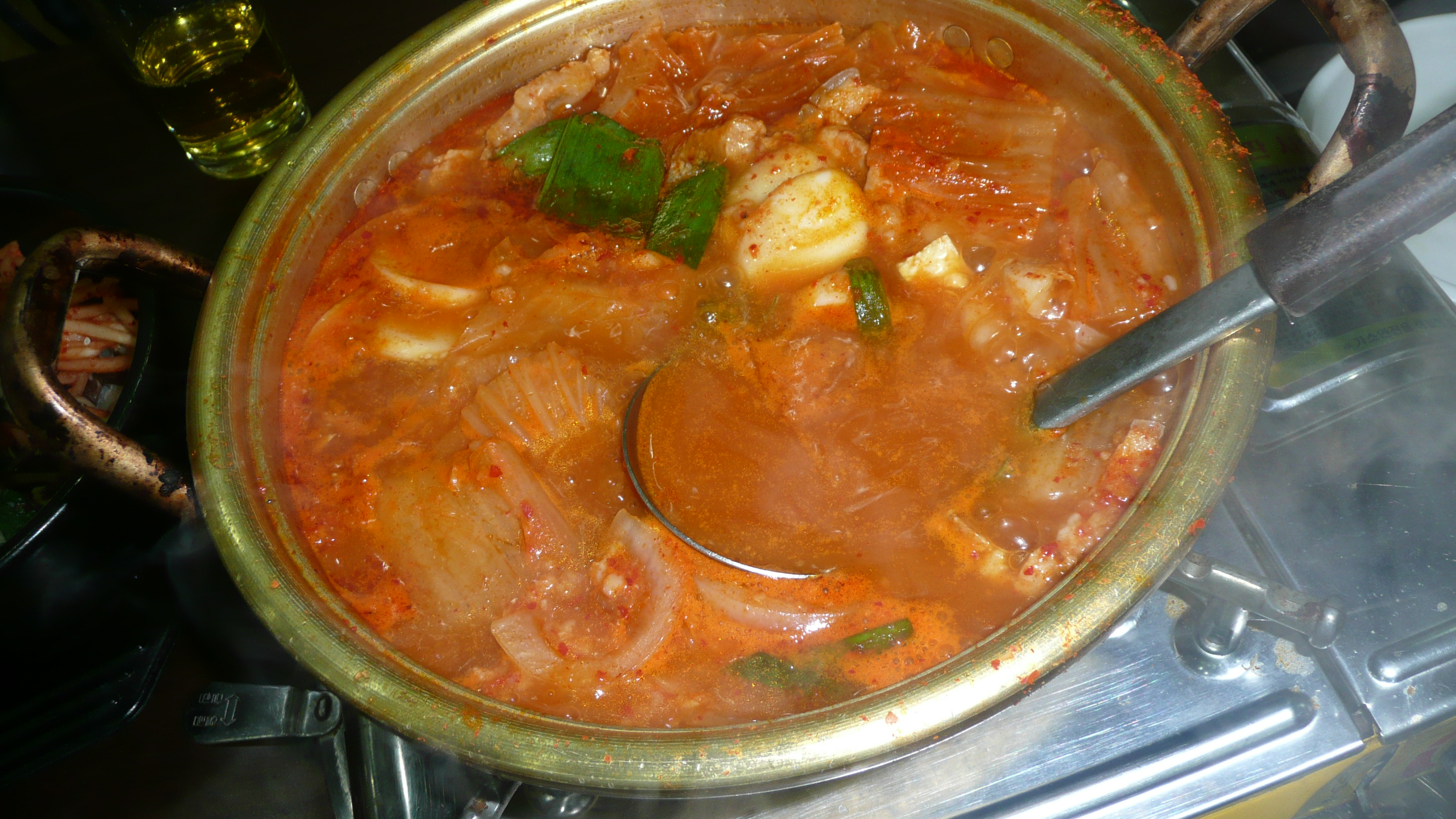
Kimchisuppe mit Fleisch und Tofu als Hauptgericht in Daejeon

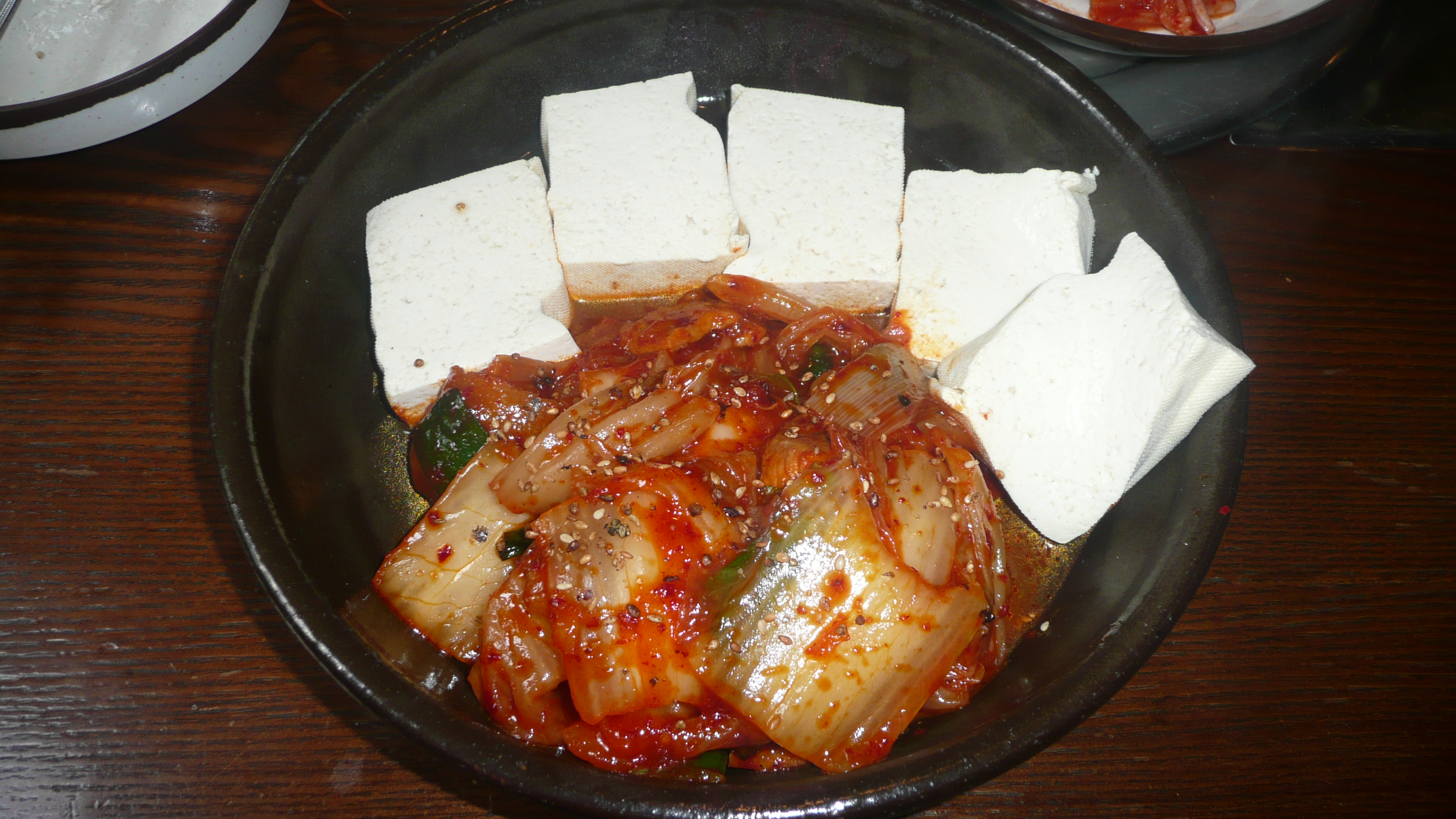
Kimchi mit Tofu als Hauptgericht in Seoul

Es gibt zahlreiche Zubereitungsarten.
Traditionell werden Chinakohlblätter für ca. 4 bis 5 Stunden in gesalzenes Wasser eingelegt. Der Salzgehalt der Gesamtmasse des Kimchi hat Einfluss auf die Milchsäuregärung.
Die Chinakohlblätter werden in einer separat vorbereiteten Mischung kleingeschnittener Zutaten, bestehend aus Rettich, Ingwer, reichlich Knoblauch, verschiedenen Gemüsen und Meeresfrüchten der Saison sowie reichlich Chilipulver (Gochugaru – 고추가루), eingelegt, um Baechu-Kimchi (배추김치) herzustellen. Das sogenannte weiße Kimchi Baek-Kimchi (백김치) wird auch ohne rotes Chilipulver zubereitet. In regionalen Rezeptvarianten finden sich auch Beimengungen von Fischsauce, eingelegtem Fisch (Jeotgal – 젓갈) oder Austern (Gul – 굴).
Die Kohlblätter werden zu kleinen Päckchen geformt und in Tontöpfe gefüllt. Die Masse wird oben mit einem Stein zur Verdichtung abgedeckt.
Durch Milchsäuregärung wird das Gemisch haltbar und nimmt nach einigen Tagen den typischen Kimchi-Geschmack an. Kimchi wird mit zunehmendem Alter saurer. Es gibt aber auch Kimchi, das unfermentiert angeboten wird.
In der warmen Jahreszeit wird Kimchi wöchentlich neu zubereitet, es heißt dann Baechu-Geotjeori (배추겉절이) und ist unfermentiert. Im Spätherbst werden in vielen koreanischen Haushalten große Mengen Winterkimchi hergestellt, der traditionell in großen glasierten Tongefäßen gelagert wird, die in den städtischen Wohnblocks auf den Balkonen und auf dem Land am Haus stehen oder eingegraben werden. Heute gibt es auch spezielle Kühlschränke für die Aufbewahrung von Kimchi.
Weitere Gemüse, die zu Kimchi verarbeitet werden, sind Breitblättriger Senf (Gat – 갓), kleine Gurken (Oisobagi – 오이소박이) (Oisobagi-Kimchi), kleine weiße Rettiche samt Blättern (Chonggangmu – 총각무) (Chonggak-Kimchi), Schnittknoblauch (Buchu-Kimchi) und in Würfel geschnittener Rettich (Kkakdugi – 깍두기). Eine Spezialität ist Pa-kimchi (파김치) aus grünen Zwiebeln, eine andere Variante ist Kkaenip-Kimchi (깻잎김치) aus Perilla-Blättern. Spezielle Varianten sind Dongchimi (동치미), Rettich-Wasser-Kimchi und Bossam-Kimchi (보쌈김치), eingewickeltes Kimchi.
In Kimchi, das in Europa kommerziell angeboten wird, kann auch Klebreismehl, Sardellensoße, Shrimpsoße und Zucker enthalten sein.

## Geschichte

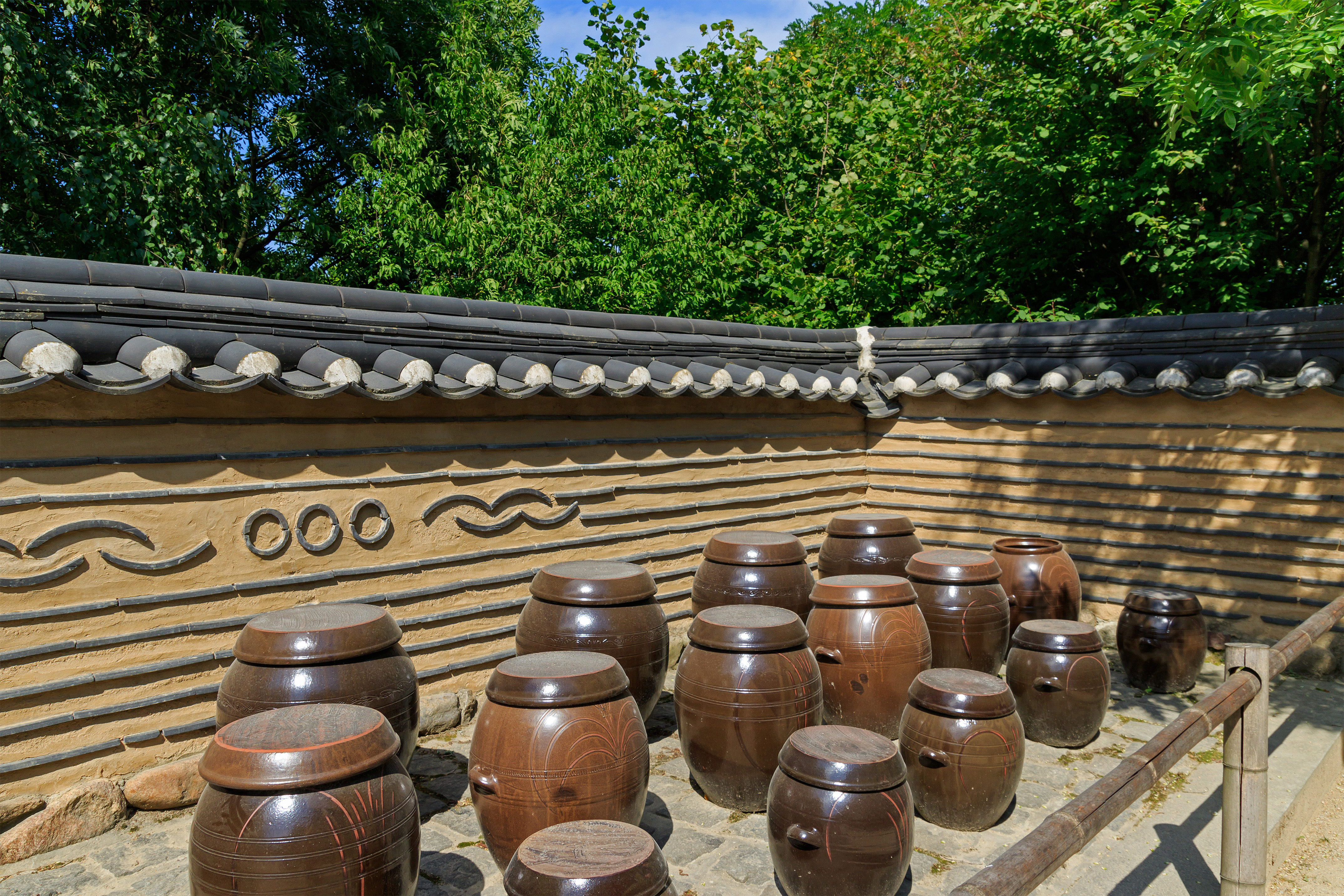
Traditionelle Tongefäße (Onggi – 옹기, Hanja 甕器) zur Lagerung und Fermentierung von Kimchi

Die ältesten Belege über eine Kimchi-ähnliche Haltbarmachung von Gemüse reichen 2600–3000 Jahre zurück. In dieser Zeit wurde das Buch der Lieder (詩經,  Shījīng), eine chinesische Gedichtsammlung, verfasst, welches eine Strophe enthält, die das Einlegen einer Gurke erwähnt. Zu der Zeit, in der dieses Buch verfasst wurde, lebten viele Koreaner in der Mandschurei-Region. Es wird angenommen, dass bereits damals Gemüse auf diese Weise haltbar gemacht wurde, um es mit seinen vielen Vitaminen und Mineralien für die strengen Winter in dieser Region zu bevorraten.
Die erste schriftliche Erwähnung des Wortes Kimchi stammt aus der Zeit der Drei Reiche von Korea (57 v. Chr.–668 n. Chr.), aus der Chronik der Drei Königreiche, in der den Bewohnern von Goguryeo besondere Fähigkeiten in der Herstellung von fermentierten Speisen zugesprochen wird.
Angaben über die verwendeten Zutaten sind erst aus der Zeit des Reiches Goryeo (918–1392) bekannt, schon damals gab es große lokale Unterschiede in der Verwendung von Gewürzen und anderen Zutaten. Zu den verbreitetsten Gewürzen zählten jedoch Salz, Meersalz (Cheon-il-yeom – 천일염), Knoblauch und fermentierte Fischpaste (Jeotgal).
Scharfes Paprikapulver (Gochu – 고추), womit heute die meisten Kimchisorten gewürzt werden, haben erstmals Europäer im 16. Jahrhundert aus Amerika nach Ostasien eingeführt. Es ist nicht bekannt, seit wann genau der scharfe Paprika in Korea für die Zubereitung von Kimchi verwendet wird. Einigen Quellen zufolge wurde scharfer Paprika im 18. Jahrhundert feste Zutat. Chinakohl wird wohl erst seit dem 19. Jahrhundert verwendet.
Kimchi hat kulturell einen großen Wert, nicht allein wegen seiner Beschaffenheit, sondern auch durch soziale Aspekte: Seit jeher versammeln sich die Frauen einer Familie in der Regel an einem Tag zum gemeinsamen Herstellen von Kimchi (Kimchi damggi), für den große Mengen Chinakohl verarbeitet werden. Dabei lernen die Mädchen auch von Mal zu Mal die Herstellung von Kimchi und werden zugleich in die sozialen Bünde integriert.
Darüber hinaus wird der frisch eingelegte Chinakohl als Zeichen von Respekt und Hochachtung auch gerne an andere Familien verschenkt.

## Auswirkungen der globalen Erwärmung
Die Erwärmung des Klimas vor Ort hat gravierende Auswirkungen auf die Produktion von Kimchi in Südkorea, da der Anbau des für die Zubereitung zentralen Chinakohls durch steigende Temperaturen, stärkere Regenfälle und Schädlingsbefall stark beeinträchtigt wird. In den letzten 20 Jahren ist die Anbaufläche des Kohls um mehr als die Hälfte geschrumpft, und sie könnte weiter zurückgehen. Um die Kimchi-Produktion zu sichern, wird über den Import von Kohl aus China oder die Züchtung widerstandsfähigerer Sorten nachgedacht, was jedoch den Geschmack beeinflussen könnte.

## Nährwert
Aufgrund der vielfältigen Nährstoffe und Vitamine, die durch die Zutaten und die Haltbarmachung in Kimchi enthalten sind, war und ist es eine ideale Nahrungsquelle für Zeiten, in denen kein frisches Obst und Gemüse erhältlich ist. Kimchi ist reich an Vitamin A (aus Blattgemüsen wie Chinakohl, Chili, grünen Zwiebeln, Senfblättern), Vitamin C (vor allem aus Chili, aber auch aus grünen Zwiebeln oder Senfblättern) und anderen Vitaminen, Eisen (aus Blattgemüsen und Muscheln), Mineralien (aus Senfblättern und Ingwer), Proteinen (aus Gurken, Rettich und vor allem Austern und Fischsauce) sowie Alliin, Allicin und Allicepide (aus Knoblauch). Die während der Fermentation entstehende Milchsäure und Essigsäure wirken keimtötend. Dabei steigt auch der Gehalt an Vitaminen, innerhalb von drei Wochen verdoppeln sich die Anteile der Vitamine B1, B2 und B12. Die im Kimchi enthaltenen Ballaststoffe fördern die Verdauung, durch den Knoblauch und die Chilis wird der Cholesteringehalt des Blutes gesenkt. Problematisch könnten bei regelmäßigem Konsum der relativ hohe Salzgehalt sowie eventuell auch der Capsaicingehalt sein.

## Kimchi-Arten

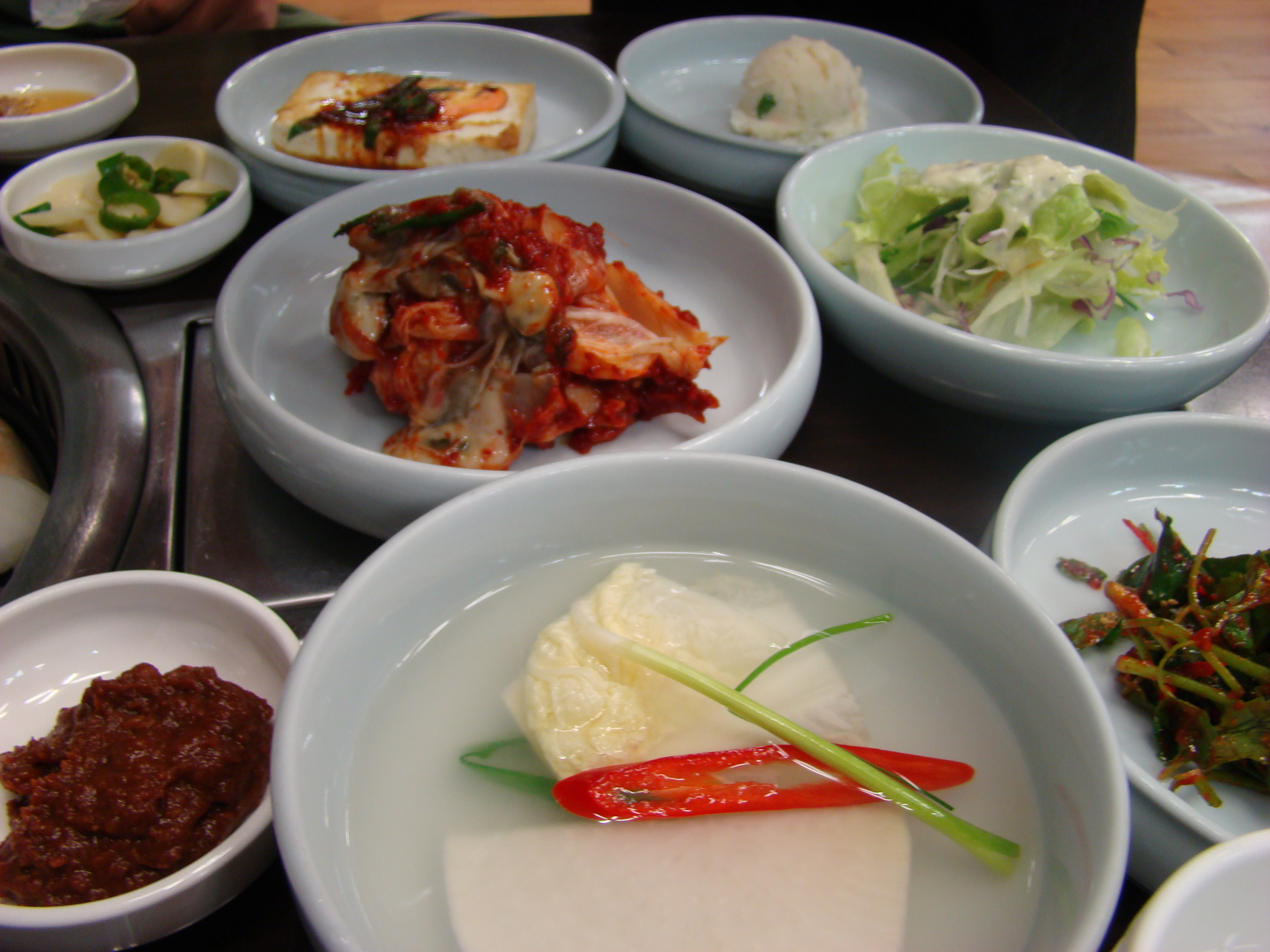
Dongchimi und Gul-Kimchi (동치미와 굴김치)
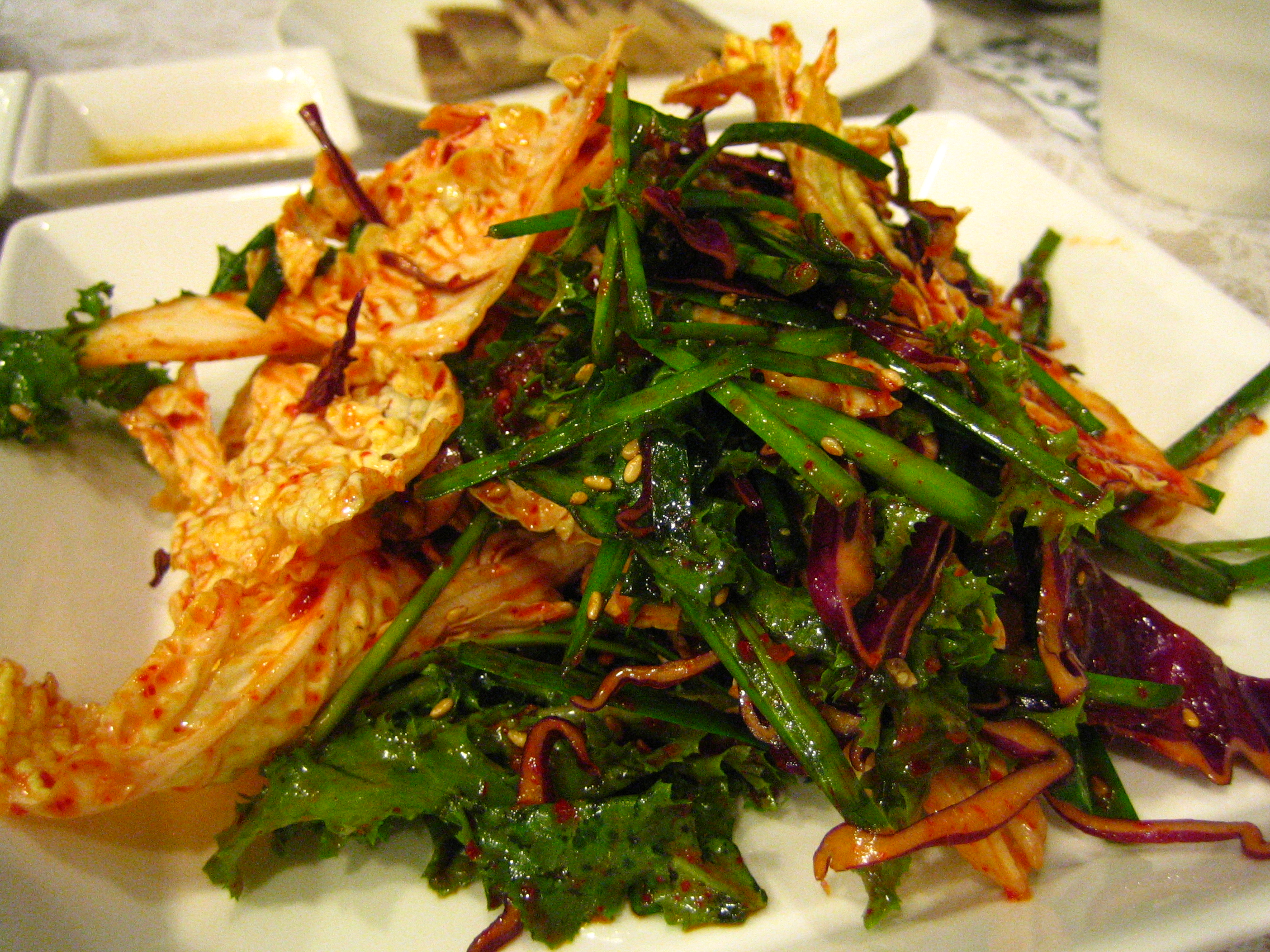
Buchu-Kimchi (부추김치)
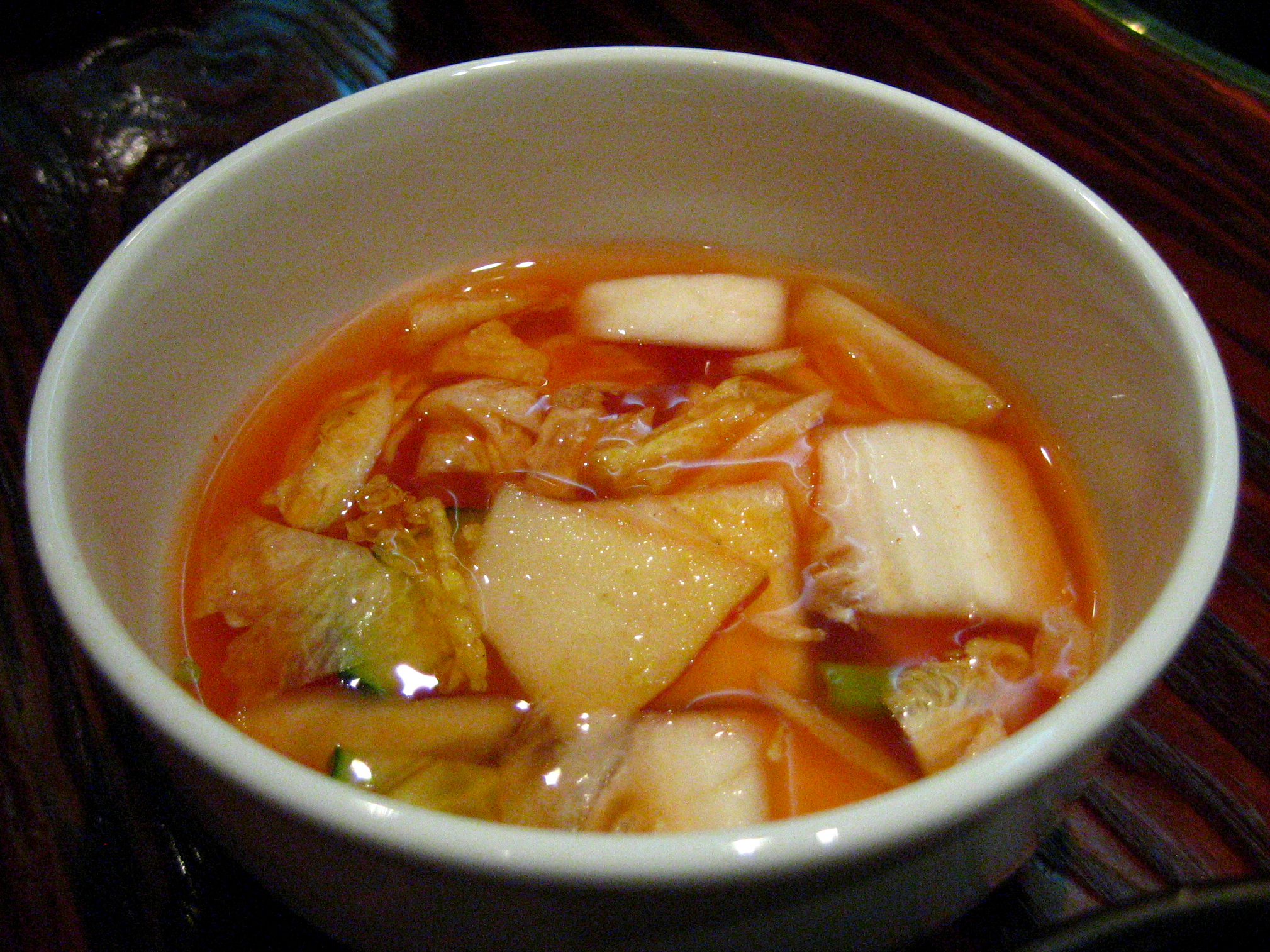
Nabak-Kimchi (나박김치)
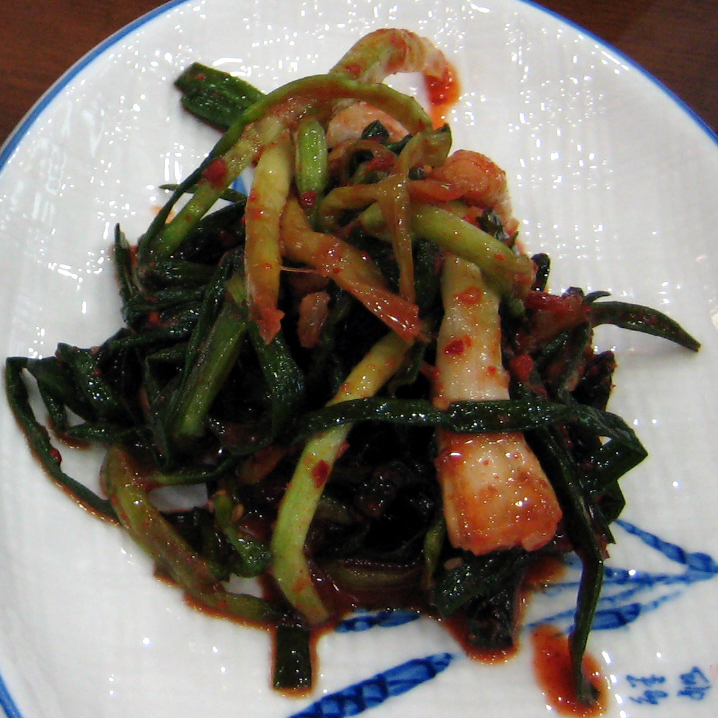
Pa-Kimchi (파김치)
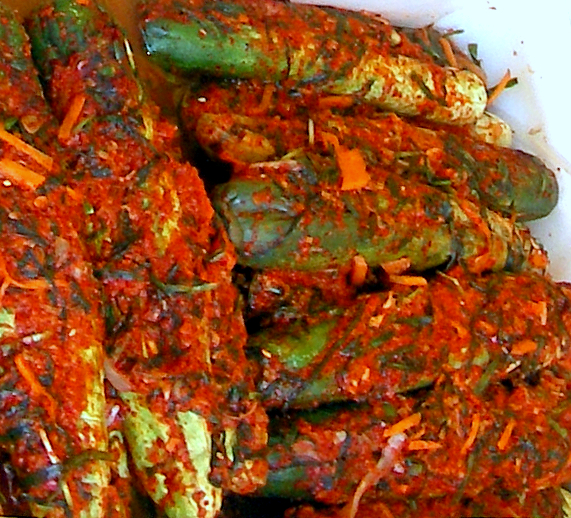
Oisobagi (오이소박이)
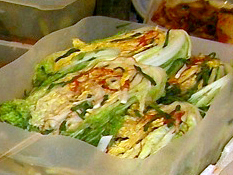
Beg-Kimchi (백김치)
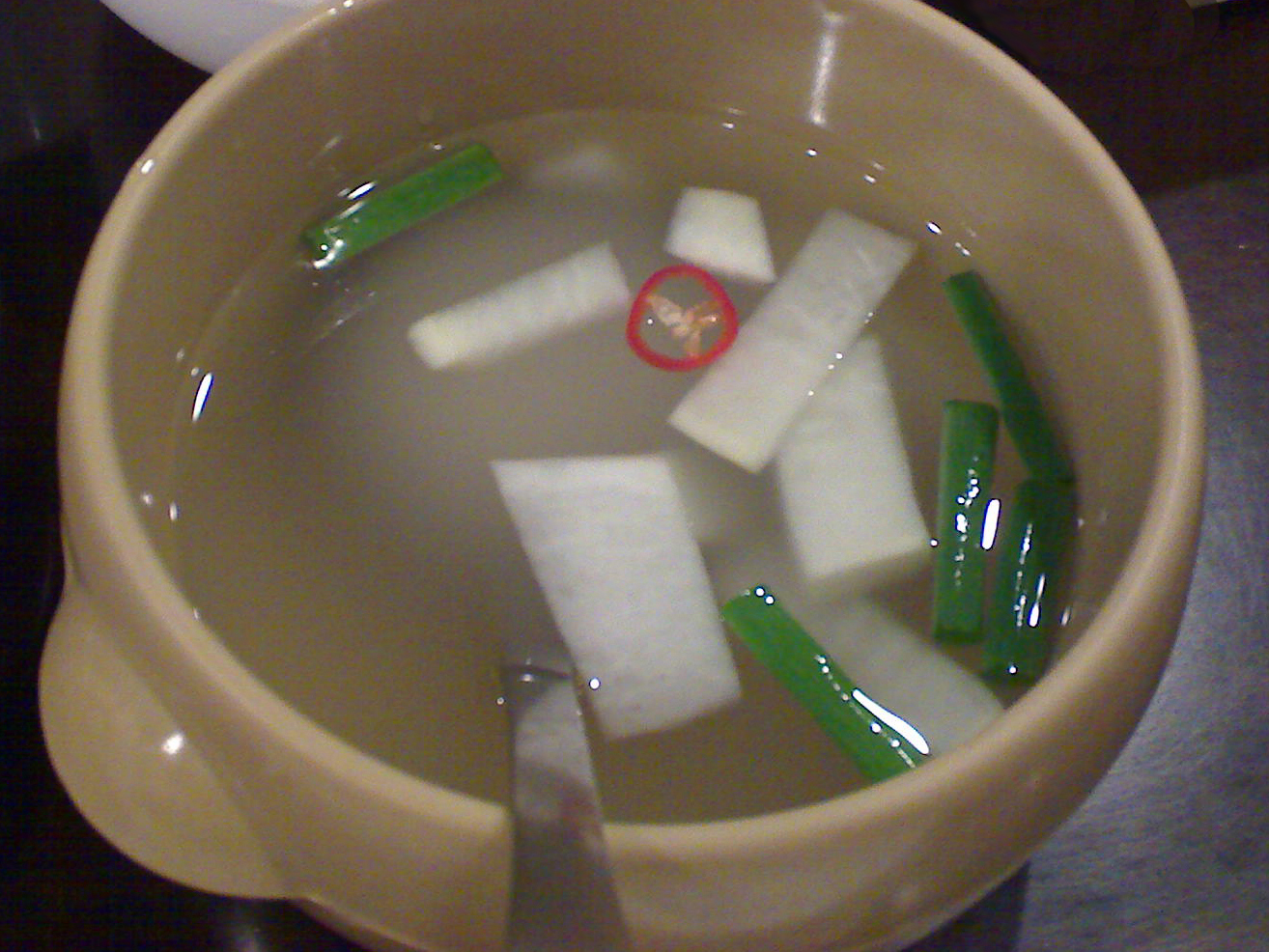
Dongchimi (동치미)
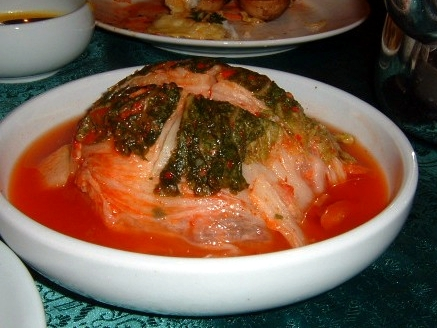
Bossam-Kimchi (보쌈김치)